# تاريخ هايتي

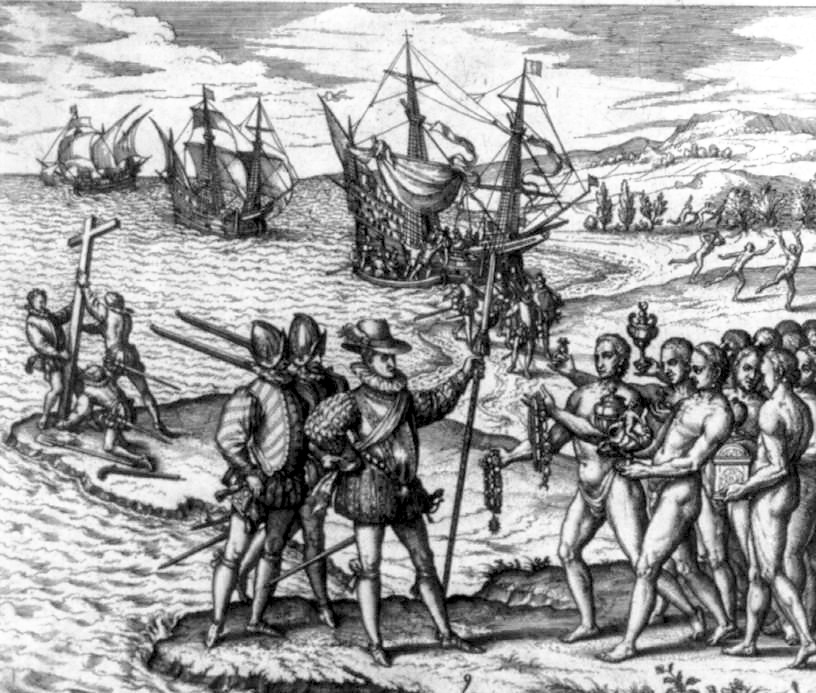
كريستوفر كولومبوس الهبوط في جزيرة هيسبانيولا في عام 1492.

بدأ التاريخ المسجَّل لهايتي في 5 ديسمبر 1492، عندما اكتشف الملّاح الأوروبي كريستوفر كولومبوس مصادفة جزيرة كبيرة في المنطقة غرب المحيط الأطلسي التي أصبحت تُعرف فيما بعد باسم الكاريبي. سكن هذه المنطقة شعب التاينو والأراواك، الذين أطلقوا على جزيرتهم أسماء متنوعة مثل آيتي وبوهيو وكيسكيا. طالب كولومبوس على الفور بالجزيرة للتاج الإسباني، وأطلق عليها اسم لا إيزلا إسبانيولا («الجزيرة الإسبانية»)، ثم أصبح اسمها باللاتينية هيسبانيولا. بدأ التأثير الفرنسي في عام 1625، وبدأت السيطرة الفرنسية على ما كان يسمى سان دومينغو في هايتي الحديثة في عام 1660. منذ عام 1697، كان الجزء الغربي من الجزيرة فرنسيًا، والجزء الشرقي إسبانيًا. أصبحت هايتي واحدة من أغنى المستعمرات الفرنسية، إذ أنتجت كميات كبيرة من السكر والبن واعتمدت على نظام الرقيق الوحشي في الأعمال المتطلبة ذلك. انتفض العبيد الهايتيون في ثورة عام 1791، بإلهام من رسالة الثورة الفرنسية، وبعد عقود من النضال، أُعلنت جمهورية هايتي المستقلة رسميًا في عام 1804.

## التاريخ ما قبل الإسباني
توجّهت موجات متعاقبة من مهاجري الأراواك شمالًا من دلتا أورينوكو في أمريكا الجنوبية واستقرت في جزر الكاريبي. وصل شعب التاينو، وهي مجموعة ثقافية من الأراواك، إلى الجزيرة عام 600 م تقريبًا، ما أدى إلى تشريد السكان السابقين. كانوا منظَّمين في كاسيكازغو (مشيخات)، يترأس كلًا منها كاسيكي (زعيم).

## التاريخ الإسباني (1492–1625)
أنشأ كريستوفر كولومبوس المستوطنة، لا نافيداد، بالقرب من بلدية كاب هايتيان الحديثة. بُنيت المستوطنة من أخشاب سفينته المحطمة، سانتا ماريا، خلال رحلته الأولى في ديسمبر 1492. عندما عاد في عام 1493 في رحلته الثانية وجد أن المستوطنة دُمّرت وقُتل جميع المستوطنين التسعة والثلاثين. اتجه كولومبوس شرقًا وأسّس مستوطنة جديدة في لا إيزابيلا على أراضي جمهورية الدومينيكان الحالية في عام 1493. نُقلت عاصمة المستعمرة إلى سانتو دومينغو في عام 1496، على الساحل الجنوبي الغربي من الجزيرة في أراضي جمهورية الدومينيكان الحالية أيضًا. عاد الإسبان إلى غرب هيسبانيولا في عام 1502، وأقاموا مستوطنة في ياغوانا قرب يوغان الحالية. أُنشئت مستوطنة ثانية على الساحل الشمالي في عام 1504 تسمى بورتو ريال قرب فورت ليبرتي الحديثة والتي نُقلت في عام 1578 إلى موقع قريب وأعيدت تسميتها لتصبح باياخا.
بعد وصول الأوروبيين، عانى السكان الأصليون في لا هيسبانيولا معاناة مأساوية كادت تتسبّب في إبادتهم، إذ قاسوا أسوأ حالة من التهجير السكاني في الأمريكتين. تعزو فرضية مقبولة عمومًا ارتفاع معدل الوفيات في هذه المستعمرة جزئيًا إلى الأمراض الأوروبية التي لم يكن لدى السكان الأصليين مناعة ضدها. استطاع عدد قليل من شعب التاينو النجاة وأنشؤوا قراهم في مكان آخر. بدأ الاهتمام الإسباني بهيسبانيولا يتضائل في عشرينيات القرن السادس عشر، إذ عُثر على المزيد من رواسب الذهب والفضة المربحة في المكسيك وأمريكا الجنوبية. بعد ذلك، نما عدد سكان هيسبانيولا الإسبانية بوتيرة بطيئة.
أُحرقت مستوطنة ياغوانا كليًا ثلاث مرات على مدار أكثر من قرن من وجودها كمستوطنة إسبانية، أولًا على يد القراصنة الفرنسيين في عام 1543، ثم في 27 مايو 1592، على يد مجموعة من 110 أشخاص رسوا من سرب من البحرية الإنجليزية مكون من أربع سفن بقيادة كريستوفر نيوبورت في سفينته التنين الذهبي، الذي دمر جميع منازل المستوطنة المئة والخمسين، وأخيرًا على يد الإسبان أنفسهم عام 1605، للأسباب الموضَّحة أدناه.
شعر الإسبان بالإحباط من تمرد رعاياهم الهولنديين الذي دام عشرين عامًا، فأغلقوا موانئهم الرئيسية في وجه سفن المتمردين القادمة من هولندا في عام 1595، وبالتالي قطعوا عنهم إمدادات الملح اللازمة لصناعة سمك الرنجة. ردّ الهولنديون على ذلك باستيراد إمدادات جديدة من الملح من أمريكا الإسبانية حيث كان المستعمرون في بالغ السعادة للمتاجرة معهم. انضمت أعداد كبيرة من التجار والقراصنة الهولنديين إلى تجارة أخوتهم الإنجليز والفرنسيين على السواحل النائية في هيسبانيولا. استشاطت إسبانيا غضبًا في عام 1605 من استمرار المستوطنات الإسبانية على السواحل الشمالية والغربية للجزيرة في إجراء عمليات تجارية غير قانونية على نطاق واسع مع الهولنديين، الذين كانوا في ذلك الوقت يخوضون حرب الاستقلال عن إسبانيا في أوروبا والإنجليز، فقررت إعادة توطين سكانها بالقوة بالقرب من مدينة سانتو دومينغو. كان هذا الإجراء -المعروف باسم دمار أوسوريو- كارثيًا؛ إذ توفي أكثر من نصف المستوطنين الذين أعيد توطينهم بسبب الجوع أو المرض، وتم التخلي عن أكثر من 100 ألف رأس من الماشية، وهرب العديد من العبيد. دمّرت القوات الإسبانية بوحشية خمس مستوطنات من المستوطنات الثلاثة عشرة الموجودة في الجزيرة، من ضمنها مستوطنتان على أراضي هايتي الحالية، لا ياغوانا وباياخا. دخل العديد من السكان في القتال، أو فروا إلى الغابة، أو احتموا في السفن الهولندية المارة.
كان لهذا الإجراء الإسباني نتائج عكسية، إذ أُفسح المجال الآن أمام القراصنة الإنجليز والهولنديين والفرنسيين لإنشاء قواعد على السواحل الشمالية والغربية المهجورة في الجزيرة، وأصبحت الماشية البرية الآن وفيرة وطليقة. في عام 1697، بعد عقود من القتال على الإقليم، تنازل الإسبان عن الجزء الغربي من الجزيرة للفرنسيين، الذين أطلقوا عليه من الآن فصاعدًا اسم سان دومينغو. تطورت سان دومينغو كمستعمرة مربحة للغاية لفرنسا. اعتمد اقتصادها على صناعة السكر كثيفة العمالة التي تطلّبت أعدادًا كبيرة من العبيد الأفارقة. في غضون ذلك، تدهور الوضع في الجزء الإسباني من الجزيرة. غرقت الإمبراطورية الإسبانية بأكملها في أزمة اقتصادية حادة، وتعرضت سانتو دومينغو للزلازل والأعاصير وتقلّص عدد السكان.

## سانتو دومينغو الفرنسية (1625–1789)

### لؤلؤة جزر الأنتيل (1711–1789)
أسّس لويس الرابع عشر مدينة كاب فرانسي رسميًا في عام 1711 وأصبحت عاصمة للمستعمرة بدلًا من بورت أو برانس. في عام 1726، تأسست مدينة ليس كايس على الساحل الجنوبي وأصبحت أكبر مستوطنة في الجنوب. في عام 1749، أُنشئت مدينة بورت أو برنس على الساحل الغربي، وأصبحت في عام 1770 عاصمة للمستعمرة بدلًا من كاب فرانسي، ولكن في نفس العام دمّر زلزال بورت أو برنس 1770 وتسونامي المدينة، إذ قُتل 200 شخص على الفور، ثم مات 30 ألف شخص في وقت لاحق من المجاعة والأمراض الناجمة عن الكارثة الطبيعية. كان هذا ثاني زلزال كبير يضرب سان دومينغو، إذ سبقه زلزال بورت أو برنس 1751 الذي لم يترك سوى مبنى حجريًا واحدًا قائمًا في المدينة.
توسّع اقتصاد سان دومينغو تدريجيًا قبل حرب السنوات السبع (1756-1763)، وأصبح السكر، ثم البن من المحاصيل المهمة المعدة للتصدير. بعد انتهاء الحرب التي عطلت التجارة البحرية، شهدت المستعمرة توسعًا سريعًا. في عام 1767، صدّرت المستعمرة 72 مليون جنيه من السكر الخام و 51 مليون جنيه من السكر المكرر ومليون جنيه من النيلة ومليوني جنيه من القطن. أصبحت سان دومينغو معروفة باسم «لؤلؤة جزر الأنتيل»، أغنى مستعمرة في الإمبراطورية الفرنسية في القرن الثامن عشر. بحلول ثمانينيات القرن الثامن عشر، أنتجت سان دومينغو حوالي 40 في المئة من إجمالي السكر و 60 في المئة من إجمالي البن المستهلك في أوروبا. أنتجت هذه المستعمرة بمفردها -التي تبلغ مساحتها تقريبًا نفس مساحة هاواي أو بلجيكا- من السكر والقهوة أكثر مما أنتجته جميع مستعمرات الهند الغربية البريطانية مجتمعة.
في النصف الثاني من ثمانينيات القرن الثامن عشر، شكلت سان دومينغو الثلث من مجمل تجارة الرقيق عبر الأطلسي، إذ يقدَّر عدد العبيد الأفارقة المستورَدين لهذه المزارع بنحو 790 ألفًا. بين عامي 1764 و 1771، تراوح متوسط استيراد العبيد بين 10 - 15 ألفًا، وبحلول عام 1786 بلغ 28 ألفًا، ومنذ عام 1787 فصاعدًا، استقبلت المستعمرة أكثر من 40 ألفًا من العبيد سنويًا. عدم القدرة على الحفاظ على أعداد العبيد من دون الاستيراد المستمر من أفريقيا جعل العبيد البالغ عددهم 500 ألف تحت حكم السكان البيض البالغ عددهم 32 ألفًا فقط بحلول عام 1789. كانت غالبية العبيد في المستعمرة مولودين في أفريقيا، لأن الظروف الوحشية للعبودية منعت السكان من النمو نموًا طبيعيًا في أعدادهم. وهكذا ظلت الثقافة الأفريقية راسخة بين العبيد حتى نهاية الحكم الفرنسي، ولا سيما دين فودو الشعبي، الذي مزج الطقوس الدينية الكاثوليكية مع معتقدات غينيا والكونغو وداهومي وممارساتهم. مشّط تجار الرقيق ساحل أفريقيا على الأطلسي، وانتمى العبيد الذين وصلوا إلى مئات القبائل المختلفة، وغالبًا ما كانت لغاتهم غير مفهومة للطرفين.